# Pranzo reale
Pranzo reale (A Private Function)  è un film del 1984 diretto da Malcolm Mowbray.